# Ingemar Teever
Ingemar Teever (* 24. Februar 1983 in Saue, Estnische SSR, Sowjetunion) ist ein ehemaliger estnischer Fußballspieler.

## Karriere

### Verein
Teever begann seine Karriere 2002 beim estnischen Erstligisten FC TVMK Tallinn, wo er in vier Spielzeiten sehr erfolgreich war. 2005 gewann er den Meistertitel. Bereits 2003 sicherte sich der Angreifer mit TVMK den nationale Pokal und Supercup. Im Januar 2006 folgte der Wechsel nach Schweden, wo Teever bei Östers IF unterzeichnete. Mit dem neuen Klub stieg der Offensivspieler nach der Saison 2006 in die zweite Liga, die Superettan, ab. Dort erspielte sich der Klub 2007 erneut nur den vorletzten Rang, so dass die Mannschaft den Fall in die Division 1 nicht aufhalten konnte. Auch für den Stürmer lief es nicht gut und ihm gelangen in zwei Jahren bei den Schweden nur fünf Ligatreffer. Teever ließ sich darauf zur Saison 2008 an den estnischen Klub JK Nõmme Kalju verleihen, der gerade in die höchste estnische Fußballliga aufstieg. Auf Anhieb erspielte man sich Rang vier, was die Qualifikation für die erste Runde der UEFA Europa League 2009/10 bedeutete. Dies war seit der Neugründung des Klub 1997 der größte Erfolg der Vereinsgeschichte. In dieser Spielzeit gelang es Teever zudem, mit 23 Treffern in 35 Spielen die Topscorer-Wertung zu gewinnen, wodurch er einen bedeutenden Anteil am Erfolg seines Teams hatte. Im Januar 2009 verpflichtete ihn Kalju endgültig. Allerdings verpasste man dieses Mal knapp die erneute Qualifikation. Wegen einer Verletzung konnte Teever nicht mehr an seine Vorjahresleistungen anknüpfen. Im Sommer 2010 wechselte der Angreifer erneut ins Ausland und wechselte zum deutschen Klub SC Pfullendorf, für den er in der Regionalliga Süd auf Torejagd geht. Der Kontakt zwischen Teever und Pfullendorf kam über den Hauptsponsor HSM zustande, der den Stürmer über internationale Geschäftskontakte, u. a. nach Estland, nach Deutschland holte. Teever hatte kurz zuvor als Auszubildender beim HSM-Partner Varmapartner als Mitarbeiter im technischen Service begonnen. Sein Debüt im deutschen Ligafußball gab Teever am 28. August 2010 gegen die Reserve der TSG 1899 Hoffenheim. Beim 3:1-Sieg stand der Este in der Startformation des SCP. Sein Pflichtspieldebüt gab Teever bereits am 14. August 2010 im DFB-Pokal, als er gegen Hertha BSC in der 69. Minute für Rene Greuter eingewechselt wurde. Die Partie ging 0:2 verloren. Am 6. Spieltag, dem 4. September 2010, gelang dem Offensivakteur sein erster Treffer für den neuen Klub. Beim 5:1-Sieg gegen die 2. Mannschaft vom SV Wehen Wiesbaden erzielte er das zwischenzeitliche 4:1 für sein Team.
Nach zwei Jahren in Deutschland wechselte Teever im Juli 2012 zurück in seine Heimat und unterschrieb einen Vertrag beim FC Levadia Tallinn aus der Meistriliiga.

### Nationalmannschaft
Teever ist Nationalspieler Estlands. Im Alter von 20 gab er sein Debüt für die A-Elf seines Landes. Am 29. März 2003, im Freundschaftsspiel gegen Kanada, wurde der Angreifer in der 81. Minute für Kert Haavistu eingewechselt. Seitdem bestritt er über 20 Länderspiele und nahm an Qualifikationsspielen für WM und EM teil.

## Erfolge

### Verein
- Estnischer Fußballpokal mit FC TVMK Tallinn: 2003
- Estnischer Supercup mit FC TVMK Tallinn: 2003
- Estnischer Supercup mit FC Levadia Tallinn: 2013
- Meistriliiga mit FC TVMK Tallinn: 2005
- Meistriliiga mit FC Levadia Tallinn: 2013, 2014

### Individuell
- Torschützenkönig der Meistriliiga: 2008 und 2015